# Gbadiou
 (mai 2014).
Gbadiou est une commune de Guinée située dans la préfecture de Nzérékoré.